# Myotis badius
Myotis badius és una espècie de ratpenat de la família dels vespertiliònids. És endèmic de la província de Yunnan (sud de la Xina). Té una llargada de cap a gropa de 42 mm, mentre que els avantbraços fan 35–38,5 mm, la cua 37 mm, els peus 6,7 mm i les orelles 12,5 mm. S'alimenta d'insectes. Com que fou descoberta fa poc, l'estat de conservació d'aquesta espècie encara no ha estat avaluat formalment.